# Aplogompha angusta
Aplogompha angusta là một loài bướm đêm trong họ Geometridae.